# 維什涅韋 (舍佩蒂夫卡區)
49°58′34″N 27°3′51″E / 49.97611°N 27.06417°E
維什涅韋（烏克蘭語：Вишневе），是烏克蘭的村落，位於該國西部赫梅利尼茨基州，由舍佩蒂夫卡區負責管轄，始建於1225年，面積93平方公里，海拔高度255米，2001年人口472。